# Ginnastica ai Giochi della XXXII Olimpiade - Corpo libero maschile
La finale al corpo libero maschile alle Olimpiadi di Tokyo 2020 si è svolta all'Ariake Gymnastics Centre il 1º agosto.

## Podio
| Oro             | Argento          | Bronzo       |
| Artem Dolgopyat | Rayderley Zapata | Xiao Ruoteng |

## Qualificazioni
A causa della regola dei passaporti "two per country", l'accesso alla finale è consentito soltanto a due atleti per nazione.
| Pos. | Ginnasta         | Totale | Qual. |
| ---- | ---------------- | ------ | ----- |
| 1    | Artem Dolgopyat  | 15.200 | Q     |
| 2    | Nikita Nagornyj  | 15.066 | Q     |
| 3    | Ryu Sunghyun     | 15.066 | Q     |
| 4    | Rayderley Zapata | 15.041 | Q     |
| 5    | Kim Hansol       | 14.900 | Q     |
| 6    | Yul Moldauer     | 14.866 | Q     |
| 7    | Xiao Ruoteng     | 14.866 | Q     |
| 8    | Milad Karimi     | 14.766 | Q     |
| 9    | Shane Wiskus     | 14.733 | R1    |
| 10   | Daiki Hashimoto  | 14.700 | R2    |
| 11   | Takeru Kitazono  | 14.666 | R3    |

## Classifica
| Pos.    | Ginnasta         | D Score | E Score | Pen.  | Totale |
| ------- | ---------------- | ------- | ------- | ----- | ------ |
| Oro     | Artem Dolgopyat  | 6.600   | 8.433   | 0.100 | 14.933 |
| Argento | Rayderley Zapata | 6.500   | 8.433   | —     | 14.933 |
| Bronzo  | Xiao Ruoteng     | 6.200   | 8.566   | —     | 14.766 |
| 4       | Ryu Sunghyun     | 7.000   | 7.533   | 0.300 | 14.233 |
| 5       | Milad Karimi     | 6.400   | 8.033   | 0.300 | 14.133 |
| 6       | Yul Moldauer     | 5.400   | 8.133   | —     | 13.533 |
| 7       | Nikita Nagornyj  | 6.400   | 6.966   | 0.300 | 13.066 |
| 8       | Kim Hansol       | 6.300   | 6.766   | —     | 13.066 |